# Barbizon
Barbizon là một xã trong vùng hành chính Île-de-France, thuộc tỉnh Seine-et-Marne, quận Melun, tổng Perthes. Tọa độ địa lý của xã là 48° 26' vĩ độ bắc, 02° 36' kinh độ đông.

## Thông tin nhân khẩu
| 1962  | 1968  | 1975  | 1982  | 1990  | 1999  |
| ----- | ----- | ----- | ----- | ----- | ----- |
| 1 066 | 1 093 | 1 189 | 1 273 | 1 407 | 1 490 |